# São Martinho (Covilhã)
São Martinho is een plaats (freguesia) in de Portugese gemeente Covilhã en telt 4911 inwoners (2001).